# 網倉一也
網倉 一也（あみくら かずや、1956年3月27日 - ）は、日本の作詞家・作曲家。JASRAC会員。神奈川県横須賀市出身。中央大学卒業。

## 経歴
高校一年の時、吉田拓郎を聴いて音楽を始める。中大ではフォークソング研究会に所属し、大学4年の1978年、「Good-bye 横須賀」でシンガーソングライターとしてデビューした。デビュー以前より多くの歌手からの作曲提供の依頼が多くその後、作家としての活動にウエイトを置き、1980年代以降、アイドル、歌謡曲などジャンルを問わず数多くの楽曲を提供している。

## 主な楽曲

### シングル
- Good-bye 横須賀／レモン・プリンセス（1978、FS-2086）
  - 2曲とも、網倉一也作詞・作曲、瀬尾一三編曲
- スクランブル交差点／MY TOWN（マイ・タウン）（1979、FS-2123）
  - 2曲とも、網倉一也作詞・作曲、井上鑑編曲
- 振りむけば君がいて／ペア（1980、7PL-13）
  - 振りむけば君がいて：網倉一也作詞・作曲、前田憲男編曲
  - ペア：網倉一也作詞・作曲、難波正司・六川正彦編曲
- CHANCE／The Best of Woman（1981、7PL-38）
  - 2曲とも、網倉一也作詞・作曲、難波正司・六川正彦編曲

### アルバム
- Listen To My Love Songs（日本フォノグラム（フィリップス）、S7054、1978年）
  - A-1: リッスン・トウ・マイ・ラブ・ソング
  - A-2: Good-Bye 横須賀
  - A-3: 雨のエイプリル・フール
  - A-4: Route 17（ルート・セブンティーン）
  - A-5: 20才（はたち）の夏
  - B-1: レモン・プリンセス
  - B-2: 秋はいつも
  - B-3: 夢のかよい路
  - B-4: 気のせい
  - B-5: 今夜だけ

- - 作詞・作曲：網倉一也
  - 編曲：
  - 樋口康雄（A-1）
  - 瀬尾一三（A-2, 4, 5/B-1, 4）
  - 吉川忠英（A-3/B-5）
  - 石川鷹彦（B-2, 3）

- SCENE（28PL-11、1981年）
  - 1. CHANCE.
  - 2. 振りむけば 君がいて.
  - 3. THE BEST OF WOMAN.
  - 4. PAIR –Pink or blue-.
  - 5. SHADOW VOICE.
  - 6. TRICK.
  - 7. MY LADY.
  - 8. SCRAMBLE CROSSING. （スクランブル交差点）
  - 9. SCENE.
  - 10. THE LAST NIGHT

- - 作詞・作曲：網倉一也
  - 編曲：難波正司・六川正彦、ただし、7，8の編曲は船山基紀

## 提供楽曲
- 新井薫子
  - 「虹いろの瞳」
  - 「イニシャルは夏」
- あさみちゆき
  - 「井の頭線」
  - 「あさがお」
- 天地真理
  - 「私が雪だった日」
- アラン・タム
  - 「はなさないで」
- 岩崎良美
  - 「I THINK SO」
  - 「雨の日曜日」
- 石毛礼子
  - 「旅の手帖」
- 石川さゆり
  - 「頬よせて」
- Wink
  - 「Remember Sweet」（K.Amikura名義）
- 太田裕美
  - 「南風 - SOUTH WIND -」
  - 「黄昏海岸」
- 柏原よしえ
  - 「ガラスの夏」
  - 「フィフティーン・ラブ」
  - 「100%のかなしみ」
  - 「レディ直前」
- カブキロックス
  - 「神智学無き戦い」
- 河合奈保子
- 倉橋ルイ子
  - 「ガラスのYESTERDAY」
- 黒田秀子
  - 「プレシャスタイム」
- 小出広美
  - 「水色の輝き」（「聖戦士ダンバイン」イメージソング）
  - 「青のスピーチ・バルーン」（「聖戦士ダンバイン」イメージソング）
- 郷ひろみ
  - 「マイレディー」（唐沢晴之介名義）
  - 「タブー（禁じられた愛）」
  - 「How many いい顔」
  - 「未完成」
- 小林綾子、ヤング・フレッシュ
  - 「一度だけの魔法」（「ペットントン」エンディングテーマ）
- サンデーズ
  - 「ジェラシー・パレット」
  - 「Happy Wedding」
  - 「僕のニューフェイス」
- 田原俊彦
  - 「悲しみ2(TOO)ヤング」
  - 「誘惑スレスレ」
  - 「ピエロ」
  - 「顔に書いた恋愛小説（ロマンス）」
- チェウニ
  - 「最愛のひと」
  - 「スロー・グッドナイト」（前川清とデュエット）
  - 「ラブストーリーをもう一度」
  - 「NARITA発」
- 中山美穂
  - 「ロンリー・バースディ」
- 堀ちえみ
  - 「白いハンカチーフ」
- 前川清
  - 「雨にぬれて」
- 黛ジュン
  - 「男はみんな華になれ」
- MIO（現・MIQ）
  - 「ダンバイン とぶ」（「聖戦士ダンバイン」オープニングテーマ）
  - 「みえるだろうバイストンウェル」（「聖戦士ダンバイン」エンディングテーマ）
- 三田寛子
  - 「16カラットの瞳」
- 三原じゅん子
  - 「サニー・サイド・コネクション」